# Lovro Kos
Lovro Kos (Lubiana, 23 luglio 1999) è un saltatore con gli sci sloveno.

## Biografia
Kos, attivo dal gennaio del 2016, in Coppa del Mondo ha esordito il 31 gennaio 2021 a Willingen (39º), ha conquistato il primo podio il 1º gennaio 2022 a Garmisch-Partenkirchen (3º) e la prima vittoria il 15 gennaio successivo a Zakopane; ai XXIV Giochi olimpici invernali di Pechino 2022, suo esordio olimpico, ha vinto la medaglia d'argento nella gara a squadre e si è classificato 28º nel trampolino normale e 11º nel trampolino lungo. Ai Mondiali di Planica 2023, sua prima presenza iridata, ha vinto la medaglia d'oro nella gara a squadre e si è piazzato 17º nel trampolino normale; l'anno dopo ai Mondiali di volo di Tauplitz 2024 ha vinto la medaglia d'oro nella gara a squadre ed è stato 5º in quella individuale. Ai Mondiali di Trondheim 2025 ha vinto nuovamente la medaglia d'oro nella gara a squadre e si è classificato 13º nel trampolino normale e 10º nel trampolino lungo.

## Palmarès

### Olimpiadi
- 1 medaglia:
  - 1 argento (gara a squadre a Pechino 2022)

### Mondiali
- 2 medaglie:
  - 2 ori (gara a squadre a Planica 2023; gara a squadre a Trondheim 2025)

### Mondiali di volo
- 1 medaglia:
  - 1 oro (gara a squadre a Tauplitz 2024)

### Coppa del Mondo
- Miglior piazzamento in classifica generale: 9º nel 2024
- 14 podi (4 individuali, 10 a squadre)
  - 6 vittorie (2 individuali, 4 a squadre)
  - 6 secondi posti (1 individuale, 5 a squadre)
  - 2 terzi posti (1 individuale, 1 a squadre)

#### Coppa del Mondo - vittorie
| Data             | Località          | Nazione     | Trampolino                                                       |
| ---------------- | ----------------- | ----------- | ---------------------------------------------------------------- |
| 15 gennaio 2022  | Zakopane          | Polonia     | Wielka Krokiew HS140 (con Peter Prevc, Timi Zajc e Anže Lanišek) |
| 4 marzo 2022     | Oslo Holmenkollen | Norvegia    | Holmenkollen HS134 (con Urša Bogataj, Nika Križnar e Timi Zajc)  |
| 13 gennaio 2024  | Wisła             | Polonia     | Malinka HS134 (con Anže Lanišek)                                 |
| 10 febbraio 2024 | Lake Placid       | Stati Uniti | MacKenzie HS128                                                  |
| 1º marzo 2024    | Lahti             | Finlandia   | Salpausselkä HS130                                               |
| 23 marzo 2025    | Lahti             | Finlandia   | Salpausselkä HS130 (con Anže Lanišek)                            |

#### Torneo dei quattro trampolini
- 1 podio di tappa[1]:
  - 1 terzo posto